# 皆川氏
皆川氏（みながわし）は日本の武家。本姓は藤原氏。家系は藤原北家の流れをくむ鎮守府将軍藤原秀郷を祖先とし、下野守護 小山氏の支流で鎌倉時代は淡路守護を務め、室町時代は鎌倉府から屋形号を与えられ関東八屋形のひとつに数えられた長沼氏の庶家にあたる。

## 成立から滅亡まで
第一次皆川氏は長沼時宗の子宗員が、寛喜年間に下野国皆川荘（現在の栃木県栃木市）に拠点を構えたところに始まり、続くこと6代にして、宗常が元亨3年（1323年）に鎌倉幕府執権北条高時に背いて自害し、所領を没収されて断絶した。
第二次皆川氏は系譜上は室町時代の長沼氏嫡流長沼憲秀の子孫とされているが、憲秀の弟で家督争いで敗れた次郎某の子孫とする説もある。永享の乱の際に古河公方側について、同勢力の影響下にあった皆川荘に拠点を構えたのが秀宗のときである。秀宗は足利義教と戦い、鎌倉で戦死した。
小山氏の一門として、小山氏と同族結城氏との間のきわめて強い同盟関係によってその勢力を維持していたが、宇都宮氏や関東の新興勢力・後北条氏との戦いの中で大きく翻弄されてきた。
大永3年（1523年）、下野守護宇都宮忠綱は鹿沼を切り従えその勝ちに乗じて皆川領めざして侵攻してくると、皆川宗成は弟の成明とともに川原田にて宇都宮軍を迎え撃ち、同族の小山・結城氏の援軍によってこれを撃退した。後に宇都宮氏に従属と離反を繰り返した。元亀3年1月14日、皆川俊宗は宇都宮氏重臣の1人である岡本宗慶を謀殺する一方、息子の広照に命じて宇都宮城にいた宇都宮氏当主の広綱を幽閉、翌日宇都宮城を占拠した。俊宗は後北条氏と結んで一時専権をふるったものの、後北条氏の進出を恐れた佐竹・小山・結城氏が広綱や芳賀高継を助けて俊宗を攻めて失脚に追い込んだ。
その後、元亀4年（1573年）9月、皆川俊宗は結城晴朝とともに関宿城主簗田氏を救援して北条氏政と戦ったが敗北し、下総国田井にて討死したとされているが、反対に北条方として宇都宮氏と結ぶ小山氏の粟志川城を攻めて討死したとする説もある。以降、皆川氏は後北条氏の傘下として行動するようになる。天正16年（1588年）、再び宇都宮国綱が皆川領に侵攻し、皆川軍は清瀬川の右岸に布陣して対抗したが、後退を余儀なくされた。天正18年（1590年）の豊臣秀吉による小田原征伐では北条方として、小田原城に籠城するも、脱出し、皆川氏は所領を安堵された上、徳川家康の家臣に取り込まれた。
豊臣秀吉の死後、慶長5年（1600年）、天下の実権をめぐり勃発した関ヶ原の戦いでは東軍方の徳川家康に属し、西軍の佐竹義宣を牽制した。徳川家康の六男松平忠輝は家康に捨てられて広照に養育され、忠輝が慶長8年（1603年）に信濃国川中島藩18万石に封じられたとき、広照がその御附家老に任ぜられて信濃国飯山藩4万石に封じられた。しかし、慶長14年（1609年）、忠輝の行状がよろしからずそれを幕府に訴えたところ、かえって広照は咎めを受け、改易となる。子の隆庸も連座したが、翌年、皆川氏は赦免され、広照は常陸国府中藩1万石で再封され、隆庸も新治藩1万3,000石で再封された。しかし、府中藩3代藩主となった皆川成郷に子がなく大名としての皆川氏は無嗣断絶による改易となったが、成郷の弟の秀隆、成之の系統は江戸幕府下で旗本として存続している。

## 水戸藩士 皆川氏
皆川氏の支流に、水戸藩士皆川氏がある。同じく水戸藩士 安島氏の安島治左衛門信次の系図には、信次の嫡男安島七郎衛門信久は皆川源太夫栄俊の女を妻にするとある。なお、立教大学名誉教授 皆川達夫は水戸藩士皆川氏の家系であるという。